# Anson (Teksas)
Anson – miasto w Stanach Zjednoczonych, w stanie Teksas, w hrabstwie Jones. W 2000 roku liczyło 2 556 mieszkańców.